# 독일의 범죄

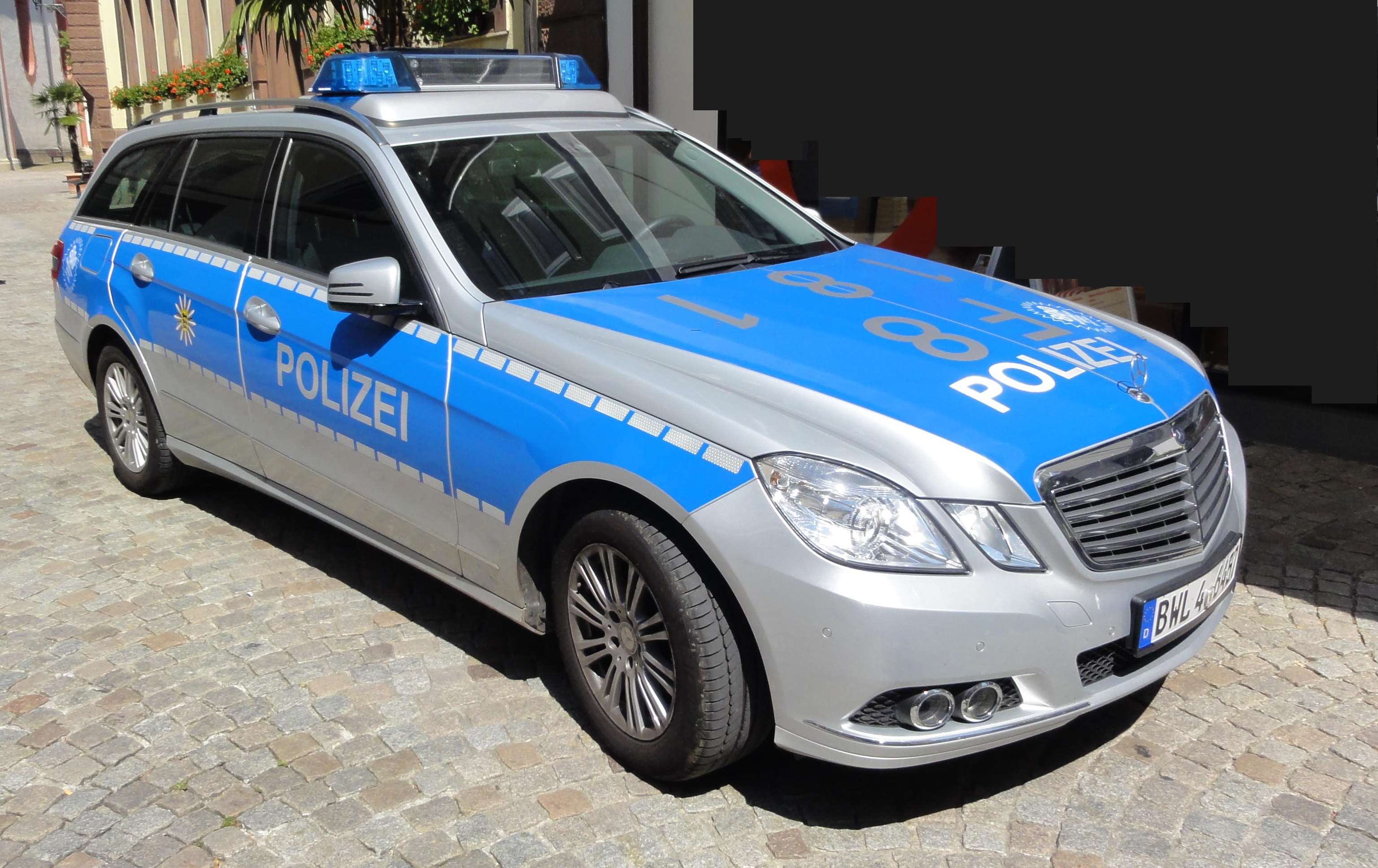
바덴뷔르템베르크주 주립 경찰의 메르세데스-벤츠 순찰차 2012

독일의 범죄는 독일 경찰 및 기타 기관에 의해 처리된다.

## 최근 동향

### 통계
연방형사청의 2018년 공식 통계 PKS 2018에 따르면, 2017년 한 해 동안 국가 권위에 대한 저항 및 공격이 39.9%, 음란물 유포가 13.6%, 독일 약물법 위반이 8.3%, 일반적으로 약물 관련 범죄가 6.1%, 독일 총기법 위반이 5.5% 증가했다. 반면, 치명적인 결과를 동반한 성적 폭행, 강간, 성희롱은 18.2%, 주거 침입은 16.3%, 이민법 위반은 9.3%, 사기는 7.6%, 도둑은 7.5%, 거리 범죄는 6% 감소했다.

### 유럽 연합 소득 및 생활 조건 통계 (EU-SILC)
EU-SILC 조사에서 응답자들은 거주 지역에서 폭력, 범죄 또는 기물 파손 문제를 겪었는지 질문을 받았다. 2010년부터 2017년 사이에 EU의 범죄 평균은 3% 감소했다. 독일, 스웨덴, 리투아니아를 제외한 모든 EU 국가에서 범죄 사건 발생률이 감소하는 추세를 보였다.

## 유형별
2010년 독일 범죄 통계에 따르면, 593만 건의 범죄 행위가 발생했으며, 이는 2009년보다 2% 낮은 수치였다. 내무부에 따르면, 이 수치는 1991년(독일의 재통일 다음 해) 이후 처음으로 600만 건 미만으로 떨어진 것이며, 기록이 시작된 이래 가장 낮은 범죄 수준이었다. 2010년 범죄 해결률은 56%로, 2009년의 55.6%에서 최고치를 기록했다.
2010년에는 인터넷 관련 범죄가 8.1% 증가하여 약 224,000건의 보고된 사례가 있었다. 2010년 주거 침입 건수도 6.6% 증가했다.

### 가정 폭력
2015년 통계에 따르면 가정 폭력 피해자는 127,000명이었다. 이들 중 82%는 여성이었다. 이는 2012년 통계에 비해 5.5% 증가한 수치였다. 가장 흔하게 보고된 범죄는 신체 상해였는데, 이는 기소할 만한 충분한 강도의 구타나 폭행을 의미한다. 기타 흔한 범죄는 협박(14.4%), 중상해(독일어: schwere Körperverletzung), 그리고 사망에 이르는 상해(독일어: Verletzung mit Todesfolge)가 12%를 차지했다. 용의자의 4분의 1은 알코올 섭취로 인해 취한 상태였던 것으로 보고되었다.
전 파트너 피해자들은 주로 스토킹의 대상이 되었다.

### 살인
독일의 살인율은 유럽연합 및 다른 선진국들과 비슷하게 낮은 수준이다. 1990년대 초반에는 살인 사건이 급격히 증가하여 1990년 931건에서 1995년 2,032건으로, 인구 10만 명당 2.5건으로 늘어났다. 이후 15년 동안 점차 감소하여 2010년경부터는 인구 10만 명당 0.98건 또는 783건으로 낮은 수준에서 안정되었고, 2020년에는 782건으로 인구 10만 명당 0.93건을 기록했다.

## 조직범죄
1990년대, 러시아, 유고슬라비아, 알바니아 조직들이 활동을 시작하면서 독일의 홍등가에서 권력 균형이 변화했다. 독일 일부 지역에서 경찰은 자신들이 독일 갱단을 너무 많이 억압하여 그 자리를 더 잔인한 외국 갱단이 차지하게 되었는지 자문했다.
2017년 통계에 따르면, 독일인 시민들이 조직 범죄 재판에서 가장 큰 용의자 집단을 구성했다. 2016년부터 2017년까지 독일 시민이 아닌 조직 범죄 용의자의 비율은 67.5%에서 70.7%로 증가했다. 관련된 독일 시민의 14.9%는 출생 시 다른 국적을 가지고 있었다.

### 이탈리아 조직범죄
드랑게타, 카모라, 코사 노스트라 모두 독일에서 활동하고 있다. 드랑게타의 존재감이 가장 강력하다. 독일에서 활동하는 칼라브리아 드랑게타 조직원은 약 1,200명으로 추정되며, 주로 코카인 거래에 연루되어 있다. 드랑게타 외에도 나폴리 카모라는 독일의 건설 산업에 침투했다. 시칠리아 마피아 5개 그룹이 독일에서 활동하지만, 세력을 잃은 것으로 보인다. 이탈리아 범죄 집단은 주로 루르 지역과 독일 서부에서 발견된다.
2018년 12월, 독일 경찰은 독일 내 드랑게타 조직에 대한 작전을 수행하여 마약 거래 및 돈세탁 혐의로 용의자 90명을 체포했다. 47명의 용의자가 기소되었다.

### 무법 오토바이 갱단
헬스 엔젤스, 반디도스 모터사이클 클럽, 그레미움 모터사이클 클럽과 같은 OMCG는 최근 사투다라, 록 머신, 밤의 늑대들과 함께 독일 전역에서 활동하고 있다. 오토바이 클럽의 모든 구성원이 범죄자는 아니지만, 많은 이들이 홍등가와 보디가드 현장에 연루되어 있으며, 술집과 클럽 내 마약 거래의 상당 부분을 통제하는 것으로 알려져 있다.

### 발칸 범죄 갱단
발칸반도 출신 사람들은 본국과 강력한 연계를 맺고 있어 경찰을 피하고 싶을 때 지하로 숨을 수 있다. 코소보, 크로아티아, 알바니아 출신의 마피아 갱단은 아랍 부족과 유사하게 긴밀하게 엮인 구조를 가지고 있다. 크로아티아와 보스니아 헤르체고비나 출신 갱단은 폭력을 사용하는 경향이 강하며, 경찰에 따르면 유고슬라비아 전쟁에서 싸웠기 때문에 일반 경찰에 의해 위축되지 않는다. 이들 갱스터 중 상당수는 크로아티아, 보스니아, 코소보 전쟁 중에 군벌 밑에서 복무했던 전 특수부대원들이다. 발칸반도 갱단은 불법 도박, 보호 명목의 금품 갈취, 마약 거래 및 인신매매에 활동하고 있다. 유고슬라비아 전쟁은 또한 이들 갱단이 총기에 접근할 수 있음을 의미하는데, 알바니아에서만 70만 정의 무기가 도난당했다.

#### 세르비아 마피아
제문 클랜은 독일에서 활동하며 주로 마약 밀매와 성매매에 연루되어 있다. 구성원은 대부분 세르브인 출신이며, 일부는 전직 군인이지만, 세르비아 지역 출신의 몬테네그로인과 보슈냐크인도 전 유고슬라비아 갱단의 일원이다.

### 러시아 마피아
러시아어를 사용하는 범죄 집단, 특히 탐보프 갱은 뒤셀도르프와 같은 도시에서 활동하고 있다. 돈세탁, 성매매 및 공갈이 그들의 주요 활동으로 보인다. 러시아 그룹 외에도 조지아인, 아르메니아인 및 체첸인 범죄 그룹도 독일에서 활동하고 있다. 이들 갱단과 러시아 그룹은 서로 관련이 거의 없을 때도 종종 함께 언급된다.
독일에서 러시아어권 조직 범죄의 또 다른 주요 형태는 소위 범죄 아우스지들러 가족들로 구성된다. 아우스지들러는 구 소련에서 태어난 독일인들(일명 볼가 독일인, 독일계 러시아인)이다. 많은 아우스지들러들이 잘 적응하고 빠르게 독일어를 익혔지만, 많은 가족들이 러시아와 주변 국가들에서 살았던 전통적인 생활 방식을 고수했다. 이는 아우스지들러의 개별 및 클랜 기반 그룹이 마약 밀매, 공갈, 성매매 및 극심한 폭력과 같은 조직적인 범죄 활동에 연루되도록 이끌었다. 많은 수의 아우스지들러로 인해 이들은 독일에서 러시아 조직 범죄의 주요 형태로 여겨진다.

### 중동 범죄 일족
중동 범죄 클랜은 대규모 중동 가족, 즉 Großfamilie의 대규모 이민 이후 독일의 지하 세계에서 주요 세력으로 부상했다. 특히 베를린, 함부르크, 브레멘과 같은 도시에서 중동 클랜은 헤로인 밀매뿐만 아니라 경비원 활동에도 적극적으로 관여하고 있다. 중동 범죄 가족들은 대부분 레바논 출신이다(주로 함부르크).
중동 범죄 클랜은 다양한 배경을 가지고 있지만, 그중 가장 많은 수는 알자인 클랜과 미리 클랜과 같은 레바논 클랜이다.

#### 튀르키예 마피아
튀르키예 마피아 조직들로 구성된 튀르키예 범죄 집단은 독일 전역에서 공갈, 무기 밀매 및 마약 밀매 활동을 하고 있다. 이들 갱단은 종종 본국의 정치 집단과 연계될 수 있는데, 예를 들어 우익 튀르키예인을 위한 회색 늑대들과 좌익 튀르키예인을 위한 혁명인민해방전선 등이 있다.
2014년 토마스 데메지에르 내무부 장관이 베를린에서 발표한 조직 범죄 연례 보고서에 따르면, 독일에는 61개의 튀르키예 갱단이 있었다. 보고서에 따르면, 이 갱단들은 전통적인 마약 밀매 분야 외에도 강도, 자동차 절도, 사기 등으로 점점 더 활동 영역을 넓히고 있었다. 독일 갱단 구성원의 10%가 튀르키예인으로 보고되었으며, 통계에 따르면 독일 내 튀르키예 갱단의 활동은 감소했다.
2016년, 디 벨트와 빌트는 새로운 튀르키예 오토바이 갱단인 오스마넨 게르마니아가 빠르게 성장하고 있다고 보도했다. 하노버 알게마이네 차이퉁(Hannoversche Allgemeine Zeitung) 신문은 오스마넨 게르마니아가 점점 더 홍등가로 진출하고 있으며, 이는 헬스 엔젤스 오토바이 클럽 및 몽골스 모터사이클 클럽과 같은 기존 갱단과의 유혈 영토 분쟁 가능성을 높인다고 주장했다.

#### 아프가니스탄 갱단
아프가니스탄 갱단은 아프가니스탄 인구가 많은 도시인 함부르크에서 활동한다. 도시의 튀르키예 마피아 및 알바니아 갱단과 마찬가지로, 아프가니스탄 조직 범죄는 하시시와 헤로인 밀매, 공갈 및 성매매에 관여한다.

#### 모로코 갱단
모로코 조직 범죄 집단은 프랑크푸르트에서 보고되었다. 세르비아 마피아와 발칸 갱단에 이어, 모로코 조직 범죄는 헤로인 거래 및 기타 범죄 활동으로 프랑크푸르트 지하 세계의 주요 활동 주체 중 하나가 되었다.

### 베트남 범죄 집단
베트남 집단은 인신매매와 담배 밀수에 연루된 것으로 독일에서 보고되었다. 반면 중국 삼합회 또한 보고되었으나 독일에서 상당한 영향력을 행사하는 것으로 보이지는 않는다.

## 부패
국제 투명성 기구의 2013년 글로벌 부패 바로미터는 정당과 기업이 독일에서 가장 부패한 기관임을 밝혔다. 같은 보고서는 경미한 부패가 다른 유럽 국가들만큼 흔하지는 않다는 점도 지적했다. 설문조사에 따르면 응답자의 11%가 인생에서 한 번쯤 뇌물을 요구받았다고 주장했으며, 그중 소수만이 뇌물 지급을 거부했다고 말했다.

## 국적별
| 2017년 범죄 용의자 중 외국인의 비율 | 2017년 범죄 용의자 중 외국인의 비율 | 2017년 범죄 용의자 중 외국인의 비율 | 2017년 범죄 용의자 중 외국인의 비율 | 2017년 범죄 용의자 중 외국인의 비율 |
| ----------------------------------- | ----------------------------------- | ----------------------------------- | ----------------------------------- | ----------------------------------- |
|                                     |                                     |                                     |                                     |                                     |
| 소매치기                            | 소매치기                            |                                     | 74.4%                               | 74.4%                               |
| 공문서 위조                         | 공문서 위조                         |                                     | 55.4%                               | 55.4%                               |
| 주거 침입                           | 주거 침입                           |                                     | 41.3%                               | 41.3%                               |
| 강간 및 성적 폭행                   | 강간 및 성적 폭행                   |                                     | 37%                                 | 37%                                 |
| 모든 유형                           | 모든 유형                           |                                     | 34.7%                               | 34.7%                               |
| 사회복지 사기                       | 사회복지 사기                       |                                     | 34.1%                               | 34.1%                               |
| 살인 및 과실치사                    | 살인 및 과실치사                    |                                     | 29.7%                               | 29.7%                               |
| 인구 비율                           | 인구 비율                           |                                     | 12%                                 | 12%                                 |
| 출처: 월스트리트 저널               |                                     |                                     |                                     |                                     |

2018년, 월스트리트 저널은 독일의 범죄 통계를 분석하여 외국인(전체 인구의 12.8%를 차지)이 범죄 용의자의 불균형적으로 높은 비율(34.7%)을 차지한다는 사실을 발견했다(수평 막대 차트 참조).
2016년, 유죄 판결을 받은 모든 범죄자 중 31.4%가 외국인이었다. 이는 독일 거주 외국인 비율보다 약 3배 높은 수치이다.
2018년 2월 허핑턴 포스트에 따르면, 15개 주 사법부 각 주에서 12,300명의 이슬람교도가 수감되어 있다. 이는 독일 전체 수감 인구 65,000명의 약 20%를 차지하며, 과도한 비율임을 증명한다. 가장 높은 비율은 도시 주립인 브레멘 (29%), 함부르크 (28%)이지만, 헤센주 (26%), 바덴뷔르템베르크주 (26%)와 같은 큰 주에서도 높은 비율을 보인다. 구 동독 지역에서는 이 비율이 더 낮다.
2018년 내무부는 망명 제도를 통해 독일로 들어온 모든 사람을 포함한 연방 경찰 통계(PKS) 분석을 처음으로 발표했다. 이 보고서는 이민자로 정의된 집단이 전체 인구의 2%를 차지하지만, 모든 범죄 용의자의 8.5%를 구성한다고 밝혔다.

## 위치별
마약 밀매, 무기 밀매, 공갈, 성매매, 돈세탁 및 청부살인과 같은 범죄는 베를린, 프랑크푸르트, 함부르크, 하노버, 뒤스부르크, 쾰른 또는 뒤셀도르프와 같은 도시 중심지의 낙후된 지역에 주로 존재한다.

## 같이 보기
- 독일의 인신매매
- 독일의 이민과 범죄